# Sericesthis geminata
Sericesthis geminata är en skalbaggsart som beskrevs av Jean Baptiste Boisduval 1835. Sericesthis geminata ingår i släktet Sericesthis och familjen Melolonthidae. Inga underarter finns listade i Catalogue of Life.